# Permyrtjärnarna, Jämtland
Permyrtjärnarna är en sjö i Strömsunds kommun i Jämtland och ingår i Indalsälvens huvudavrinningsområde.